# King's X
King's X é uma banda estadunidense de hard rock e heavy metal notada por suas letras espirituais e sua música sofisticada, o que os fazem serem considerados mais precisamente metal progressivo.

## História
A história do grupo começa em 1980, quando Doug Pinnick e Jerry Gaskill, que haviam se conhecido juntamente com Phil Keaggy nas turnês da banda de rock cristão Petra, recrutaram Ty Tabor para juntar-se a eles e formar uma banda própria. Chamados The Edge, o grupo apresentava-se nos bares de Springfield, especializados em covers. Em 1983, o nome da banda foi alterado para Sneak Preview e começaram a gravar material próprio. Lançaram um álbum auto intitulado no ano seguinte.
Realocaram-se para  Houston (Texas) com a promessa de um contrato, o que não aconteceu. Mas acabaram conhecendo Sam Taylor, vice-presidente da ZZ Top Productions. Taylor logo se tornou mentor do grupo e os convenceram a mudar o nome para King's X.
O grupo lançou seu primeiro álbum com o novo nome, Out of the Silent Planet, em 1988. Apesar de ter sido aclamado pela crítica, não foi bem sucedido comercialmente. O segundo álbum, Gretchen Goes to Nebraska (1989), foi melhor sucedido, produzindo material nas rádios e MTV. O aumento da exposição foi benéfico para o lançamento do terceiro álbum Faith, Hope, Love, em meados de 1990. O álbum foi o primeiro do grupo a entrar nas paradas de Top 100 dos Estados Unidos, com o single de sucesso, It's Love. A banda abria os shows da banda AC/DC nos Estados Unidos e Europa no primeiro semestre de 1991, e também entraram em turnê junto com o Living Colour. Para o próximo lançamento assinaram com a Atlantic Records.
Lançaram o quarto álbum King's X no início de 1992. Mas as crescentes tensões com Taylor levaram a um trabalho não tão bem sucedido quanto o anterior. O único single do álbum, Black Flag, recebeu um pouco de promoção na MTV. Logo após o lançamento do álbum a banda separou-se de Taylor, terminando suas atividades por um ano.
Na época, o grunge estava no auge de sua popularidade, e a marca do grupo não lembrava as canções de sucesso entre o público vindas de bandas como Soundgarden e Pearl Jam (apesar de que ironicamente, o King's X ser considerado como uma das inspirações do estilo; o baixista do Pearl Jam Jeff Ament citou que o King's X havia inventado o grunge). A fim de um novo som para a banda (não necessariamente o grunge), contrataram o produtor Brendan O'Brien, que havia trabalhado com o primeiro álbum do Stone Temple Pilots e o segundo do Pearl Jam.
O resultado foi Dogman (1994), um som muito mais pesado do grupo, com menos letras abstratas e espirituais. O trabalho recebeu mais promoção da gravadora, e a turnê de sua promoção foi um sucesso, incluindo participação no Woodstock. Entretanto, o álbum não foi bem sucedido comercialmente como a Atlantic esperava, o que culminou posteriormente na separação do grupo com a gravadora.
O próximo álbum Ear Candy (1996) tornou-se o último com a Atlantic. O grupo assinou com a Metal Blade Records em 1998, produzindo o álbum Tape Head, que marcou uma nova era para a banda.
O último álbum da banda, Ogre Tones, foi lançado em setembro de 2005 pela InsideOut, tendo sido produzido pelo famoso produtor de rock Michael Wegener (que já trabalhou com bandas como Dokken, Extreme, Stryper, White Lion e Skid Row).

### Rock cristão
King's X no passado foi identificada como uma banda de metal cristão. Muitas de suas letras possuem uma influência cristã clara, mas isso originou-se das crenças individuais de cada integrante, ao invés de uma tentativa de emplacar nesse mercado, como o Stryper fez. Seus álbuns costumavam serem vendidos em lojas de livros sobre Cristianismo, mas após Pinnick anunciar em 1998 que era homossexual, os álbuns foram removidos de tais estabelecimentos.
Ty Tabor indicou em várias entrevistas que o King's X não era uma banda de rock cristão.
As letras espirituais da banda são menos proemientes nos seus últimos trabalhos, ainda que continuem a inserir temas espirituais em sua música.

## Formação
- Doug Pinnick - vocal e baixo (1987 - atualmente)
- Ty Tabor - vocal e guitarra (1987 - atualmente)
- Jerry Gaskill - bateria, percussão e vocal (1987 - atualmente)

## Discografia
- Out of the Silent Planet (23 de março de 1988)
- Gretchen Goes to Nebraska (27 de junho de 1989)
- Faith, Hope, Love (23 de outubro de 1990)
- King's X (10 de março de 1992)
- Dogman (18 de janeiro de 1994)
- Ear Candy (20 de maio de 1996)
- Best of King's X (11 de novembro de 1997)
- Tape Head (20 de outubro de 1998)
- Please Come Home... Mr. Bulbous (23 de maio de 2000)
- Manic Moonlight (25 de setembro de 2001)
- Black Like Sunday (20 de maio de 2003)
- Live All Over The Place (2 de novembro de 2004)
- Ogre Tones (27 de setembro de 2005)